# Mauritz Ludvig Holst
Mauritz Ludvig Holst (tidigare Hold), född 1636, död januari 1700 Rappestads församling, var en svensk ämbetsman.

## Biografi
Holst föddes 1636. Han var son till landshövdingen Mauritz Holst och Sofia Kottulinski. Holst blev 19 augusti 1674 assessor i Göta hovrätt och reducerades 18 januari 1679. Han blev 18 december 1680 häradshövding i Flundre, Väne och Bjärke häraders domsaga. 1682 bytte han tjänst med Germund Cederhielm och blev i han ställe häradshövding i Åkerbo, Bankekinds, Hanekinds, Memmings och Skärkinds häraders domsaga. Holst återtog sin befattning i Flundre, Väne och Bjärke häraders domsaga 1684. Han var från 15 mars 1686 häradshövding i Kinda, Ydre, Valkebo och Vifolka häraders domsaga och tog avsked därifrån 1698. Holst avled 1700 på Ekströmmen i Rappestads församling.
Han ägde gården Ekströmmen i Rappestads socken.